# Stephanie Jana
Stephanie Jana (* 14. November 1975) ist eine deutsche Autorin, Lektorin und Texterin. 

## Leben
Jana studierte Germanistik, Geschichte und Politik an der Justus-Liebig-Universität Gießen und schloss 2002 mit dem Magister artium ab. Nach ihrem Studium arbeitete sie bei Filmproduktionen und in PR- und Modelagenturen. Von 2003 bis 2009 war sie in leitender Position bei Mexx in Hamburg und Bonn tätig. Parallel arbeitete sie seit 2002 als freie Lektorin. Von 2007 bis 2009 war sie als Buchhändlerin bei Witsch & Behrendt in Bonn beschäftigt.
Im Jahr 2010 gründete sie „stilsicher“ in Bonn, ein Unternehmen mit Fokus auf Lektorat und Autorentätigkeit, und erweiterte dieses 2015 um Standorte in Gießen, Braunschweig und Frankfurt am Main. Seit 2009 ist sie als freie Autorin, Texterin und Lektorin tätig. Ihr Debütroman Das Jahr des Rehs erschien 2015 als Spitzentitel bei List/Ullstein in Berlin. Seit 2018 ist sie Autorin bei Goldmann. Seit 2023 existiert das Kulturprojekt „Yana & Jana“ gemeinsam mit der Sängerin Aayana Batô. In diesem Rahmen tritt sie mit eigenen Texten in musikalischen Leseshows auf. Seit 2023 schreibt sie ebenso Romane für Bastei Lübbe. Ihr 2024 erschienener Roman Damals waren wir frei erzählt eine Ost-West-Liebesgeschichte vor dem Hintergrund des geteilten Berlins. Der Roman ist im Lübbe Verlag erschienen und steht 2025 auf der Shortlist der besten Liebesromane des DELIA-Literaturpreises. Stephanie Jana lebt mit ihrer Familie in Gießen und Frankfurt am Main.

## Werke
- mit Ursula Kollritsch: Das Jahr des Rehs. Ullstein, Berlin 2015, ISBN 978-3-8437-1125-8.
- Willkommen im neuen Leben. booksnacks, Stuttgart 2017, ISBN 978-3-96087-277-1.
- Jeden Tag Valentinstag. booksnacks, Stuttgart 2018, ISBN 978-3-96087-278-8.
- Delphine sind frei. booksnacks, Stuttgart 2018, ISBN 978-3-96087-310-5.
- Coco, Sophie und die Sache mit Paris. Goldmann, München 2020, ISBN 978-3-442-49012-7.
- mit Ursula Kollritsch: Sommerträume auf Sylt. Goldmann, München 2022, ISBN 978-3-442-49013-4.
- Im Ballhaus brennt noch Licht. Goldmann, München 2023, ISBN 978-3-442-49154-4.
- mit Ursula Kollritsch: Sommerglück auf Sylt. Goldmann, München 2024, ISBN 978-3-442-49441-5.
- Damals waren wir frei. Lübbe, Köln 2024, ISBN 978-3-7577-0068-3.